# Lérigneux
Lérigneux är en kommun i departementet Loire i regionen Auvergne-Rhône-Alpes i centrala Frankrike. Kommunen ligger i kantonen Montbrison som tillhör arrondissementet Montbrison. År 2022 hade Lérigneux 170 invånare.

## Befolkningsutveckling
Antalet invånare i kommunen Lérigneux
| Referens: INSEE |